# Željko Bebek
Želimir »Željko« Bebek (Sarajevo, 16. december 1945 ) je bosansko-hercegovski in jugoslovanski rock glasbenik, najbolj znan kot prvi pevec Bijelega Dugmeta. 

## Biografija
Bebek se je rodil v Sarajevu. Zgodaj je pokazal zanimanje za glasbo, mamine goste je zabaval s petjem pesmi, ki jih je slišal na radiu. Preizkusil se je tudi s harmoniko, a jo je pustil v tretjem razredu osnovne šole, saj je želel igrati kitaro in peti. Njegov učitelj pa se s tem ni strinjal, zato je Željko namesto njega začel igrati mandolino. Kmalu je postal najboljši mandolinist v šoli, zato so mu dovolili igrati kitaro.
Pri šestnajstih letih je prvič zaigral v bendu, v zabaviščnem klubu "Echo 61" Druge gimnazije, kjer je spoznal Kornelija Kovača, Zorana in Fadila Redžića .  Ko je skupina razpadla, je Bebek nadaljeval z igranjem pri bratih Redžić vse do Fadilove selitve na Indekse. Takrat ga je Edo Bogeljić povabil v skupino Kodeks. V šestdesetih letih prejšnjega stoletja je bil pevec in ritem kitarist skupine Kodeks. Okoli leta 1969. spoznal Gorana Bregovića in z njimi začel peti.   Leta 1969. so igrali v dubrovniškem baru "Splendid", kjer jih je opazil Italijan Renato Pacifico in jim ponudil, da igrajo v njegovem klubu v Neaplju.  Skupina se je preselila v Italijo in imela več kot uspešno kariero, dokler se skupini ni pridružil Milić Vukašinović, ki je s seboj prinesel nov glasbeni vpliv in skupina je začela zanemarjati Željka, saj ni več potrebovala pevca. Bebek je skupino zapustil leta 1970, se vrnil v Sarajevo in z Edom Bogeljičem (ki je Codes zapustil nekaj mesecev po njihovem odhodu v Italijo) ponovno ustanovil New Codes. Skupina je imela malo uspeha, a Željko je kmalu moral služiti vojsko .
Po obdobju sovražnosti, leta 1972 . (po Bebekovi vrnitvi iz vojske) je Bregović povabil Bebeka, da zapoje s svojo novo skupino Jutro, ki se je kmalu preoblikovala v Bijelo Dugme. 
Bebek je svojo kariero od leta 1974 nadaljeval kot pevec in občasni bas kitarist zasedbe Bijelo Dugme. do leta 1984 . Leta 1978 posnel solo album "Skoro da smo isti" z bobnarjem Điđijem Jankelićem, kitaristom Edom Bogaljićem in klaviaturistom Nevenom Pocrnjićem . Album ni bil velik uspeh. Leta 1984, malo pred odhodom iz Bijelega dugmeta, je Bebek posnel svoj drugi solo album "Mene tyra neki vrag". Skupino je uradno zapustil 23. aprila 1984 . leta. S svojim istoimenskim albumom iz leta 1985. "Željko Bebek in Armija B" sta se poskušala vrniti na glasbeno sceno, a brez večjih uspehov.
V svoji samostojni karieri je posnel več uspešnic, kot so "Kako došlo, tako prošlo", "Kučka nevjerna", "Sinoć sam pola kafane popio". « (za katero je besedilo napisal Bora Đorđević ), »Il' me ženi, il' tamburu kupi«.
Ko so izbruhnile vojne v nekdanji Jugoslaviji, se je Bebek preselil v Zagreb, kjer je nadaljeval življenje in delo.
Sodeloval je na vseh treh poslovilnih koncertih Bijelega dugmeta leta 2005 . 

## Diskografija

### Bijelo dugme
- Kad bi bio bijelo dugme (1974)
- Šta bi dao da si na mom mjestu (1975)
- Eto! Baš hoću (1976)
- Bitanga i princeza (1979)
- Doživjeti stotu (1980)
- Uspavanka za Radmilu M. (1983)

### Solo
- Skoro da smo isti (1978)
- Mene tjera neki vrag (1984)
- Armija B (1985)
- Niko više ne sanja (1989)
- Pjevaj moj narode (1989)
- …Karmin, pjesma i rakija (1990)
- … A svemir miruje (1992)
- Gori svijet, ….. ti ćeš ga ugasiti (1993)
- Puca mi u glavi (1995)
- S tobom i bez tebe (1999)
- Ošini po prašini (2000)
- Kad poljubac pomiješaš sa vinom (2012)
- Ono nešto naše (2017)
- Mali oblak ljubavi (2021)